# La Chapelle-Laurent
Pour les articles homonymes, voir La Chapelle.
La Chapelle-Laurent est une commune française, située dans le département du Cantal en région Auvergne-Rhône-Alpes. Ses habitants s'appellent les Chapelous et les Chapelounes.

## Géographie

### Localisation
Les communes limitrophes sont  Celoux, Lubilhac, Massiac, Mercœur et Saint-Poncy.

### Géologie et relief
Le territoire est entouré par l'ancien volcan du puy de Loubarcet et le suc de Lapèze qui culmine à 1 057 m d'altitude.

### Climat
Pour des articles plus généraux, voir Climat d'Auvergne-Rhône-Alpes et Climat du Cantal.
En 2010, le climat de la commune est de type climat des marges montargnardes, selon une étude du CNRS s'appuyant sur une série de données couvrant la période 1971-2000. En 2020, Météo-France publie une typologie des climats de la France métropolitaine dans laquelle la commune est exposée à un climat de montagne ou de marges de montagne et est dans la région climatique Nord-est du Massif Central, caractérisée par une pluviométrie annuelle de 800 à 1 200 mm, bien répartie dans l’année.
Pour la période 1971-2000, la température annuelle moyenne est de 8,1 °C, avec une amplitude thermique annuelle de 15 °C. Le cumul annuel moyen de précipitations est de 767 mm, avec 9,3 jours de précipitations en janvier et 6,7 jours en juillet. Pour la période 1991-2020, la température moyenne annuelle observée sur la station météorologique de Météo-France la plus proche, « St- Poncy_sapc »sur la commune de Saint-Poncy à 5 km à vol d'oiseau, est de 9,4 °C et le cumul annuel moyen de précipitations est de 741,8 mm,. Pour l'avenir, les paramètres climatiques de la commune estimés pour 2050 selon différents scénarios d'émission de gaz à effet de serre sont consultables sur un site dédié publié par Météo-France en novembre 2022.

## Urbanisme

### Typologie
Au 1er janvier 2024, La Chapelle-Laurent est catégorisée commune rurale à habitat très dispersé, selon la nouvelle grille communale de densité à 7 niveaux définie par l'Insee en 2022.
Elle est située hors unité urbaine et hors attraction des villes,.

### Occupation des sols
L'occupation des sols de la commune, telle qu'elle ressort de la base de données européenne d’occupation biophysique des sols Corine Land Cover (CLC), est marquée par l'importance des territoires agricoles (61,7 % en 2018), en augmentation par rapport à 1990 (59,9 %). La répartition détaillée en 2018 est la suivante : prairies (32,2 %), zones agricoles hétérogènes (29,6 %), forêts (28,1 %), milieux à végétation arbustive et/ou herbacée (8,9 %), zones urbanisées (1,3 %). L'évolution de l’occupation des sols de la commune et de ses infrastructures peut être observée sur les différentes représentations cartographiques du territoire : la carte de Cassini (XVIIIe siècle), la carte d'état-major (1820-1866) et les cartes ou photos aériennes de l'IGN pour la période actuelle (1950 à aujourd'hui).

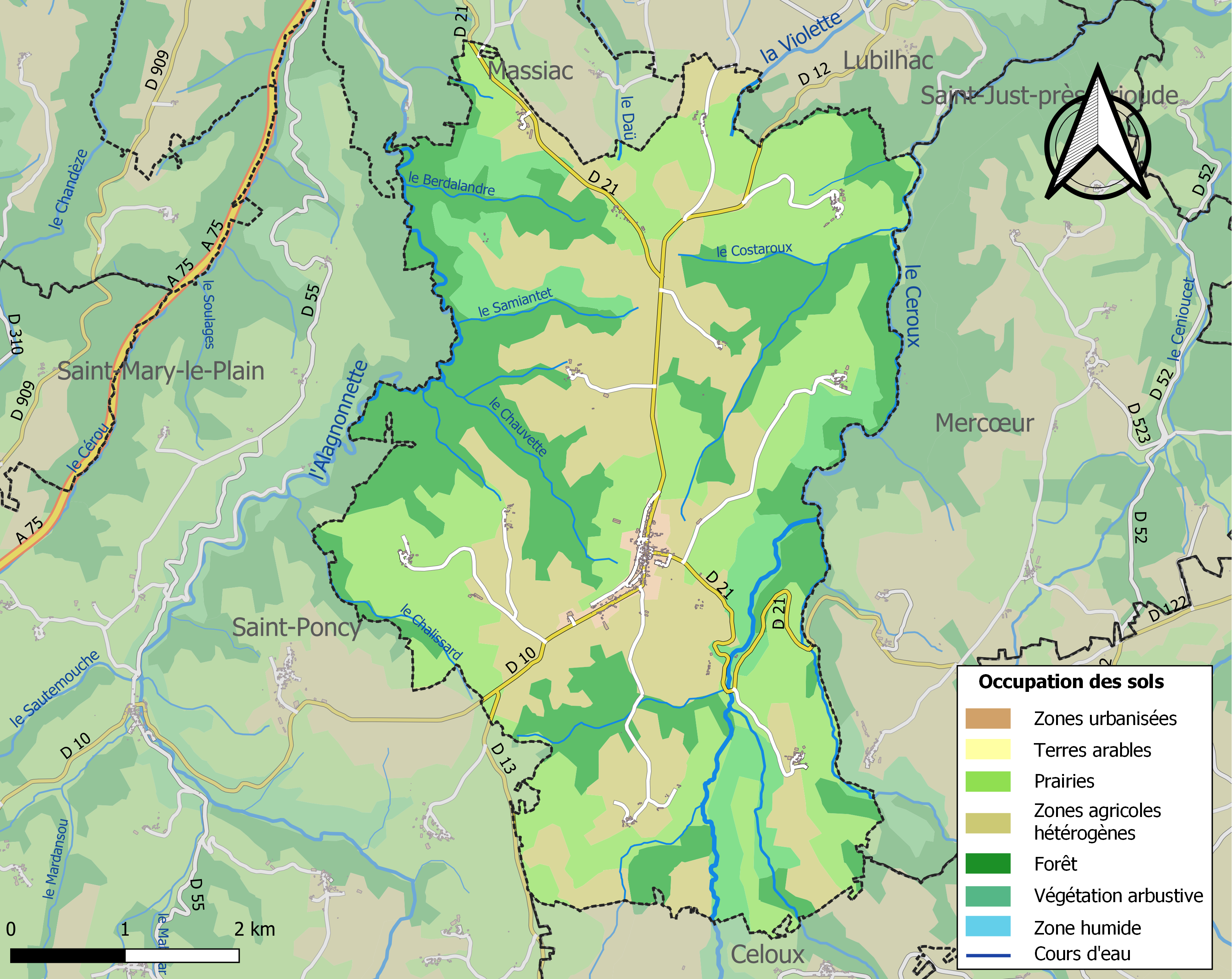
Carte des infrastructures et de l'occupation des sols de la commune en 2018 (CLC).

### Habitat et logement
En 2018, le nombre total de logements dans la commune était de 232, alors qu'il était de 227 en 2013 et de 220 en 2008.
Parmi ces logements, 53 % étaient des résidences principales, 26,7 % des résidences secondaires et 20,3 % des logements vacants. Ces logements étaient pour 89,6 % d'entre eux des maisons individuelles et pour 9,5 % des appartements.
Le tableau ci-dessous présente la typologie des logements à la La Chapelle-Laurent en 2018 en comparaison avec celle du Cantal et de la France entière. Une caractéristique marquante du parc de logements est ainsi une proportion de résidences secondaires et logements occasionnels (26,7 %) supérieure à celle du département (20,4 %) et à celle de la France entière (9,7 %). Concernant le statut d'occupation de ces logements, 80,6 % des habitants de la commune sont propriétaires de leur logement (76,3 % en 2013), contre 70,4 % pour du Cantal et 57,5 pour la France entière.
| Typologie                                               | La Chapelle-Laurent | Cantal | France entière |
| ------------------------------------------------------- | ------------------- | ------ | -------------- |
| Résidences principales (en %)                           | 53                  | 67,7   | 82,1           |
| Résidences secondaires et logements occasionnels (en %) | 26,7                | 20,4   | 9,7            |
| Logements vacants (en %)                                | 20,3                | 11,9   | 8,2            |

## Toponymie
Capella del Laurent (1250). Ce toponyme vient du nord-occitan chapèla et du nom propre Laurent.

## Histoire
Une trouvaille faite en janvier 1908 sur le flanc de la montagne de la Pèze, à un kilomètre au sud du bourg, témoigne d'une occupation à l'époque gauloise : il s'agit d'un trésor de monnaies gauloises contenu dans un vase de céramique grise avec trois bracelets en argent ; ce trésor a été dispersé, mais certaines monnaies ont été décrites ou sont encore conservées dans des musées de la région.

## Politique et administration

### Découpage territorial
La commune de La Chapelle-Laurent est membre de l'intercommunalité Hautes Terres Communauté, un établissement public de coopération intercommunale (EPCI) à fiscalité propre créé le 1er janvier 2017 dont le siège est à Murat. Ce dernier est par ailleurs membre d'autres groupements intercommunaux.
Sur le plan administratif, elle est rattachée à l'arrondissement de Saint-Flour, à la circonscription administrative de l'État du Cantal et à la région Auvergne-Rhône-Alpes.
Sur le plan électoral, elle dépend du canton de Saint-Flour-1 pour l'élection des conseillers départementaux, depuis le redécoupage cantonal de 2014 entré en vigueur en 2015, et de la deuxième circonscription du Cantal  pour les élections législatives, depuis le dernier découpage électoral de 2010.

### Administration municipale
| Période                                  | Période                       | Identité             | Étiquette | Qualité              |
| ---------------------------------------- | ----------------------------- | -------------------- | --------- | -------------------- |
| Les données manquantes sont à compléter. |                               |                      |           |                      |
| 30 mai 2003                              | mars 2008                     | André de La Rochette |           |                      |
| mars 2008                                | En cours (au 14 juillet 2020) | Georges Ceytre       | DVD       | Agriculteur retraité |

## Population et société

### Démographie

#### Évolution démographique
L'évolution du nombre d'habitants est connue à travers les recensements de la population effectués dans la commune depuis 1793. Pour les communes de moins de 10 000 habitants, une enquête de recensement portant sur toute la population est réalisée tous les cinq ans, les populations de référence des années intermédiaires étant quant à elles estimées par interpolation ou extrapolation. Pour la commune, le premier recensement exhaustif entrant dans le cadre du nouveau dispositif a été réalisé en 2007.

En 2022, la commune comptait 239 habitants, en évolution de −14,64 % par rapport à 2016 (Cantal : −1,08 %, France hors Mayotte : +2,11 %).
| 1793 | 1800 | 1806 | 1821 | 1831 | 1836 | 1841 | 1846 | 1851 |
| ---- | ---- | ---- | ---- | ---- | ---- | ---- | ---- | ---- |
| 543  | 455  | 485  | 609  | 725  | 677  | 720  | 722  | 737  |

| 1856 | 1861 | 1866 | 1872 | 1876 | 1881 | 1886 | 1891 | 1896 |
| ---- | ---- | ---- | ---- | ---- | ---- | ---- | ---- | ---- |
| 654  | 780  | 789  | 721  | 630  | 655  | 664  | 686  | 646  |

| 1901 | 1906 | 1911 | 1921 | 1926 | 1931 | 1936 | 1946 | 1954 |
| ---- | ---- | ---- | ---- | ---- | ---- | ---- | ---- | ---- |
| 604  | 575  | 642  | 654  | 596  | 616  | 605  | 486  | 448  |

| 1962 | 1968 | 1975 | 1982 | 1990 | 1999 | 2006 | 2007 | 2012 |
| ---- | ---- | ---- | ---- | ---- | ---- | ---- | ---- | ---- |
| 488  | 485  | 453  | 414  | 399  | 382  | 344  | 339  | 319  |

| 2017 | 2022 | - | - | - | - | - | - | - |
| ---- | ---- | - | - | - | - | - | - | - |
| 261  | 239  | - | - | - | - | - | - | - |

#### Pyramide des âges
En 2018, le taux de personnes d'un âge inférieur à 30 ans s'élève à 25,3 %, soit un taux inférieur à la moyenne départementale (27,0 %). Le taux de personnes d'un âge supérieur à 60 ans (30,6 %) est inférieur au taux départemental (35,5 %).
En 2018, la commune comptait 132 hommes pour 125 femmes, soit un taux de 51,36 % d'hommes, supérieur au taux départemental (48,87 %).
Les pyramides des âges de la commune et du département s'établissent comme suit :
| Hommes | Classe d’âge | Femmes |
| ------ | ------------ | ------ |
| 0,0    | 90 ou +      | 2,5    |
| 6,1    | 75-89 ans    | 14,6   |
| 20,6   | 60-74 ans    | 17,7   |
| 32,2   | 45-59 ans    | 33,1   |
| 13,5   | 30-44 ans    | 9,2    |
| 15,4   | 15-29 ans    | 12,4   |
| 12,2   | 0-14 ans     | 10,6   |

| Hommes | Classe d’âge | Femmes |
| ------ | ------------ | ------ |
| 1,2    | 90 ou +      | 3,1    |
| 10,1   | 75-89 ans    | 13,5   |
| 22,9   | 60-74 ans    | 22,6   |
| 21,8   | 45-59 ans    | 20,5   |
| 16,1   | 30-44 ans    | 15,2   |
| 13,8   | 15-29 ans    | 11,9   |
| 14,2   | 0-14 ans     | 13,3   |

### Sports et loisirs

#### Football
Le club de football amateur, fondé en 1959 est composé de 4 équipes senior, pensionnaires du stade Lucien-Delorme. Après deux montées historiques (Champion de D4 en 2015-2016 puis de D3 en 2016-2017), l'équipe fanion du club se retrouve au plus haut niveau de son histoire, en Départemental 2 (Excellence). L'équipe réserve du club évolue, quant à elle, en Départemental 5 (2e division de District du Cantal).
Une équipe féminine (fondée en 2006) et une équipe vétérans (fondée en 2015) évoluent, quant à elles, à 8 dans le championnat de Haute-Loire.
Le club a atteint par deux fois le quatrième tour de Coupe de France, en 2012 et 2016 et une finale de Coupe Combourieu en 2017. L'équipe féminine a atteint une fois la finale de Coupe du Cantal en 2010.

## Culture locale et patrimoine

### Lieux et monuments
- Église Notre-Dame-de-l'Assomption, dont le chœur de l'époque romane fait l'objet d'une inscription au titre des monuments historiques depuis le 17 septembre 1969[21].
- Chapelle de Loubarcet, inscrite au titre des monuments historiques par arrêté du 7 février 1994[22].

### Légendes
- Selon une légende, les chats des environs se rendaient au sommet du volcan du Suc-de-la-Pèze au dessus du village de La Chapelle Laurent. Ils suivaient un sentier nommé la piste des chats et arrivaient au sommet à minuit. Le diable les y attendait et passait au milieu d'eux et les faisait tourner autour de lui dans une ronde infernale qui durait toute la nuit. Mais à l'aube, les chats étaient dévorés les uns après les autres par leur maître. Aussi, quand un chat disparaissait, on disait qu'il s'était rendu au sabbat des chats[23].